# Daniela Ghibli
Daniela Ghibli, pseudonimo di Daniela Gallina (Milano, 17 novembre 1953), è una cantante, attrice e showgirl italiana.

## Biografia
Giovanissima, viene notata nel 1966 da Pippo Baudo e diventa (insieme a Renata Lunari) la valletta del suo nuovo programma televisivo, Settevoci: la trasmissione, iniziata in sordina, diventa uno dei più grandi successi del periodo, lanciando numerosi nuovi cantanti ed anche Daniela, che inizia la carriera di attrice di fotoromanzi e di musicarelli.
Dotata di una voce gradevole, ottiene un contratto discografico con la Fontana Records e pubblica alcuni 45 giri, tra cui nel 1969 A lume di candela/No non mi sta bene, il cui lato A è scritto da Franco Battiato e Giorgio Logiri; nello stesso anno le riviste di gossip parlano di lei per un suo flirt con Mario Tessuto.
L'anno successivo partecipa al Cantagiro 1970 con Aio aio, cover di I.O.I.O. dei Bee Gees.
Nonostante l'attività nel mondo dello spettacolo, si laurea in architettura.
Dopo altre incisioni si sposa con il musicista Vladimiro Porru, componente del gruppo Number One Ensemble e si ritira dall'attività.

## Discografia parziale

### 45 giri
- 1969: A lume di candela/No non mi sta bene (Fontana Records, 268 016)
- 1970: Aio aio/Tanti minuti senza te (Fontana Records, 6026 006)

## Filmografia parziale
- Zum Zum Zum - La canzone che mi passa per la testa (1968)